# Wang Haoyu
Wang Haoyu (王浩宇S; Jiaozuo, 27 luglio 2005) è un nuotatore cinese.

## Carriera
Specializzato nello stile libero, ha vinto la medaglia d'oro nelle staffette 4x100m stile libero e 4x200m stile libero ai Mondiali di Doha 2024, assieme ai compagni di squadra Pan Zhanle, Ji Xinjie e Zhang Zhanshuo. Nella stessa edizione ha conquistato l'oro anche nella staffetta 4x100 m stile libero mista.

## Palmarès
- Mondiali

Doha 2024: oro nella 4×100m sl, nella 4x200m sl e nella 4x100m sl mista.
- Giochi asiatici

Hangzhou 2022: oro nella 4×100m sl e nella 4×100m misti, argento nei 100m sl e nella 4×200m sl.